# Mansat-la-Courrière
Mansat-la-Courrière település Franciaországban, Creuse megyében. Lakosainak száma 68 fő (2022. január 1.). Mansat-la-Courrière Bourganeuf, Faux-Mazuras, Soubrebost, Thauron és Saint-Dizier-Masbaraud községekkel határos.

## Népesség
A település népességének változása:
| Lakosok száma | 118  | 100  | 100  | 89   | 97   | 103  | 83   | 70   | 67   | 68   |
|               | 1968 | 1982 | 1990 | 2006 | 2013 | 2015 | 2017 | 2019 | 2020 | 2022 |